# Sistema dinamico

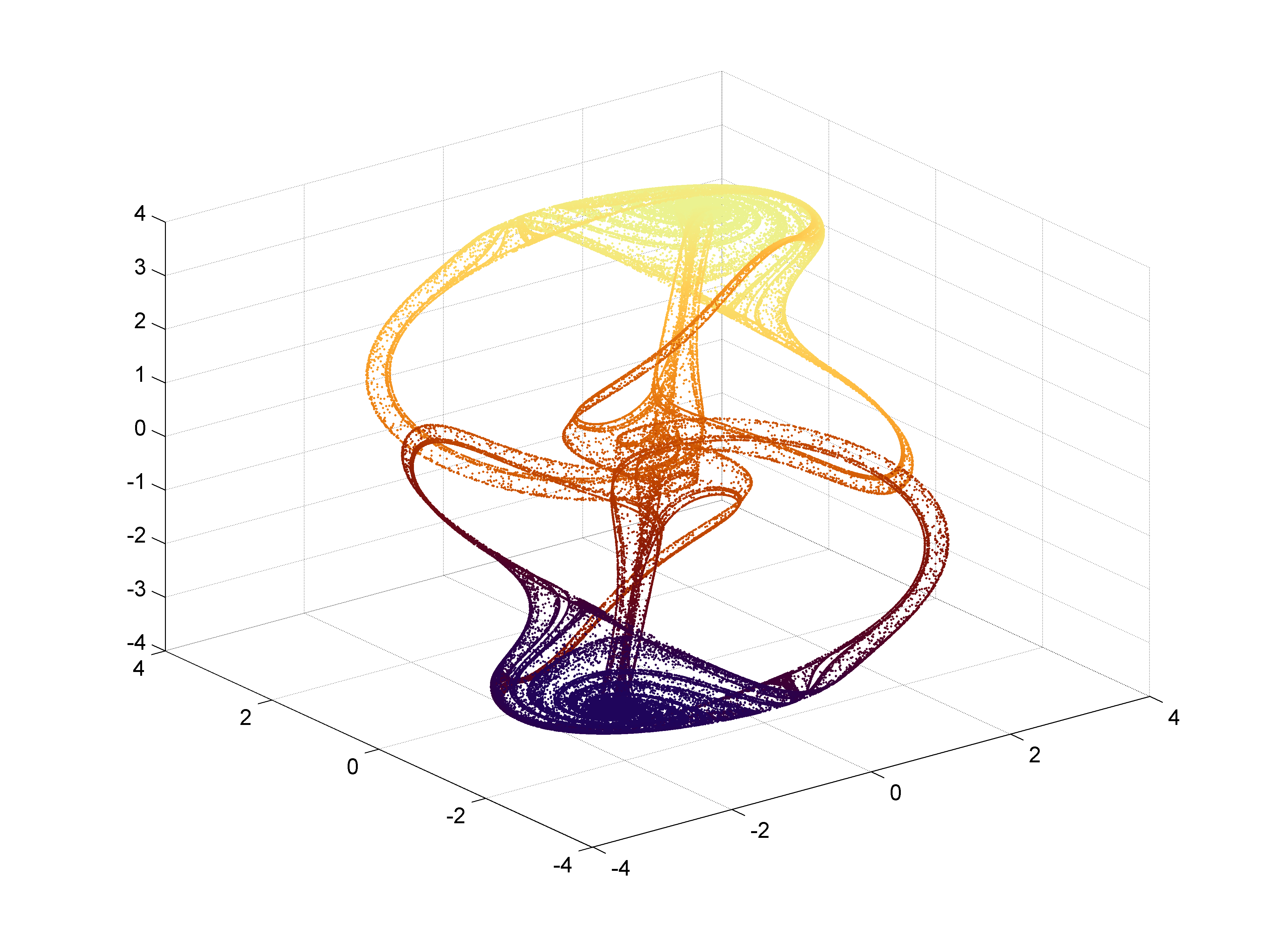
Attrattore ciclico simmetrico di Thomas

In fisica, matematica e ingegneria, in particolare nella teoria dei sistemi, un sistema dinamico è un modello matematico che rappresenta un oggetto (sistema) con un numero finito di gradi di libertà che evolve nel tempo secondo una legge deterministica; tipicamente un sistema dinamico viene rappresentato analiticamente da un'equazione differenziale, espressa poi in vari formalismi, e identificato da un vettore nello spazio delle fasi, lo spazio degli stati del sistema, dove "stato" è un termine che indica l'insieme delle grandezze fisiche, dette variabili di stato, i cui valori effettivi "descrivono" il sistema in un certo istante temporale.

## Descrizione

Illustrazione schematica di una rappresentazione geometrica di un sistema dinamico

Lo studio dei sistemi dinamici rappresenta uno dei più antichi e importanti settori della matematica e della fisica; si tratta di un modello matematico utilizzato per descrivere i sistemi meccanici nell'ambito della meccanica classica e nella sua riformulazione sviluppata dalla meccanica lagrangiana e dalla meccanica hamiltoniana, e che è presente in molti settori dell'ingegneria, come l'automatica e l'ingegneria dei sistemi. Le applicazioni sono molteplici, spaziando dai circuiti elettrici ai sistemi termodinamici.
Alla fine del diciannovesimo secolo, poi, Henri Poincaré osserva la possibilità di un comportamento fortemente irregolare di alcuni sistemi dinamici studiando il problema dei tre corpi: negli anni '50 del secolo successivo, in seguito agli esperimenti numerici del meteorologo Edward Lorenz, che studiando l'atmosfera terrestre rivelò la dipendenza sensibile dalle condizioni iniziali, i risultati di Poincaré vennero presi in grande considerazione dalla comunità scientifica e posero le basi alla teoria del caos. Il comportamento caotico dei sistemi dinamici, la cui controparte matematica può raggiungere gradi di complessità che rendono vincolante l'utilizzo del calcolatore, è stato riscontrato in molti e diversi ambiti dello studio della natura della civiltà umana, tra cui la biologia e l'economia. Si può definire sistema dinamico un sistema la cui modellizzazione matematica può essere espressa da un'equazione differenziale (ordinaria o alle derivate parziali). A partire da questo esistono diversi formalismi matematici utili alla sua descrizione e studio sia in ambito fisico che ingegneristico (ingegneria dei sistemi e automatica).
Si possono identificare due tipologie di sistema dinamico:
- se l'evoluzione avviene ad intervalli discreti di tempo il sistema viene chiamato sistema dinamico discreto ed è definito dall'iterazione di una funzione;
- se l'evoluzione è continua e definita da un'equazione differenziale, il sistema viene chiamato sistema dinamico continuo.

Di particolare importanza sono i sistemi dinamici lineari, i più semplici da analizzare in quanto le equazioni non lineari non sono solitamente risolvibili in modo esatto. Tra i sistemi lineari, i sistemi lineari tempo-invarianti (sistemi LTI) vengono ampiamente utilizzati nella teoria dei segnali e nella teoria del controllo. Una delle caratteristiche dei sistemi dinamici che viene studiata più spesso è la stabilità. Per esempio, è comune studiare la stabilità in termini di limitatezza delle uscite nei confronti di un ingresso limitato (stabilità esterna), oppure in termini di allontanamento da uno stato di equilibrio (stabilità interna). Per analizzare matematicamente il comportamento di un sistema dinamico si utilizzano soprattutto due tipologie di descrizione, la rappresentazione in spazio di stato e il formalismo del dominio della frequenza (si veda la funzione di trasferimento nel caso di sistemi stazionari).

### Definizione
Nello specifico, per ogni {\displaystyle t} si può definire {\displaystyle \Phi } tale che:
{\displaystyle \Phi (0,x)=x,}
{\displaystyle \Phi (t_{1},x)\circ \Phi (t_{2},x)=\Phi (t_{1},\Phi (t_{2},x))=\Phi (t_{1}+t_{2},x),\qquad t_{1},t_{2},t_{1}+t_{2}\in I(x),}
dove:
{\displaystyle I(x)=\{t\in T:(t,x)\in U\}.}
Ciò rispecchia il fatto che la legge di evoluzione {\displaystyle \Phi } del sistema non cambia essa stessa nel tempo. Le funzioni {\displaystyle \Phi (t,x)} parametrizzate da {\displaystyle t}, con la legge di composizione {\displaystyle \Phi (t_{1},x)\circ \Phi (t_{2},x)}, formano un gruppo commutativo ad un parametro. Frequentemente nel caso discreto {\displaystyle T} coincide con {\displaystyle \mathbb {Z} }, mentre nel caso continuo {\displaystyle T} coincide con {\displaystyle \mathbb {R} }.
Il grafico di {\displaystyle \Phi } è la traiettoria del sistema nel tempo e l'insieme:
{\displaystyle \gamma _{x_{0}}:=\{\Phi (t,x_{0}):t\in I(x_{0})\},}
è l'orbita passante per {\displaystyle x_{0}} (ovvero l'immagine del flusso in {\displaystyle x_{0}}).
Un sottoinsieme {\displaystyle S\subset M} è detto {\displaystyle \Phi }-invariante se:
{\displaystyle \Phi (t,x)\in S,\qquad \forall x\in S,\quad \forall t\in T.}
In particolare, affinché {\displaystyle S} sia invariante si deve verificare {\displaystyle I(x)=T} per tutti gli {\displaystyle x\in S}, ovvero il flusso lungo {\displaystyle x} deve essere definito per tutti i punti di {\displaystyle S} ad ogni tempo.
Allora abbiamo la seguente definizione: sia {\displaystyle U} una varietà differenziale {\displaystyle n}-dimensionale, con {\displaystyle n} finito, e {\displaystyle \Phi =\{\Phi ^{t},\;t\in T\}} un gruppo di diffeomorfismi di mappe regolari {\displaystyle \Phi ^{t}\colon U\to U}, allora la coppia {\displaystyle (U,\Phi )} è detta sistema dinamico regolare invertibile (continuo se {\displaystyle T=\mathbb {R} } o discreto se {\displaystyle T=\mathbb {Z} } oppure {\displaystyle T=\mathbb {N} }).

### Sistemi fisici
La dinamica dei sistemi fisici può essere caratterizzata dal fatto che il loro moto tra due punti di coordinate generalizzate {\displaystyle \mathbf {q} (t_{1})} e {\displaystyle \mathbf {q} (t_{2})} segue un cammino che rende stazionario, ovvero a variazione nulla, il funzionale azione:
{\displaystyle \delta {\mathcal {A}}=0,}
in accordo con il principio di minima azione (principio variazionale di Hamilton). L'azione è l'integrale nel tempo della lagrangiana {\displaystyle {\mathcal {L}}({\dot {\mathbf {q} }},\mathbf {q} ,t)}:
{\displaystyle {\mathcal {A}}=\int _{t_{1}}^{t_{2}}{\mathcal {L}}\,\mathrm {d} t,}
dove {\displaystyle {\mathcal {L}}\in {\mathcal {C}}^{2}[t_{1},t_{2}]}. Si dimostra che {\displaystyle {\mathcal {L}}} così definita soddisfa le equazioni di Eulero-Lagrange:
{\displaystyle {\frac {\mathrm {d} }{\mathrm {d} t}}\left({\frac {\partial {\mathcal {L}}}{\partial {\dot {\mathbf {q} }}}}\right)-{\frac {\partial {\mathcal {L}}}{\partial \mathbf {q} }}=0}
dove {\displaystyle {\dot {\mathbf {q} }}={\dot {\mathbf {q} }}(\mathbf {p} ,\mathbf {q} ,t).} Rendere stazionaria l'azione corrisponde a minimizzare l'energia del sistema considerato, e solitamente si fa corrispondere all'energia totale del sistema una funzione {\displaystyle {\mathcal {H}}={\mathcal {H}}(\mathbf {q} ,\mathbf {p} ,t)}, detta hamiltoniana e introdotta nel 1835 da William Rowan Hamilton, che dipende dalle coordinate generalizzate {\displaystyle \mathbf {q} } e dai rispettivi momenti coniugati:
{\displaystyle p_{j}={\frac {\partial }{\partial {\dot {q}}_{j}}}{\mathcal {L}}({\dot {\mathbf {q} }},\mathbf {q} ,t)\implies \mathbf {p} ={\frac {\partial }{\partial {\dot {\mathbf {q} }}}}{\mathcal {L}}({\dot {\mathbf {q} }},\mathbf {q} ,t).}
L'hamiltoniana è data dalla somma {\displaystyle {\mathcal {H}}=T+V} dell'energia cinetica {\displaystyle T} e dell'energia potenziale {\displaystyle V} del sistema, ed è la trasformata di Legendre della lagrangiana {\displaystyle {\mathcal {L}}}:
{\displaystyle {\mathcal {H}}(\mathbf {p} ,\mathbf {q} ,t)=\mathbf {p} \cdot {\dot {\mathbf {q} }}-{\mathcal {L}}({\dot {\mathbf {q} }},\mathbf {q} ,t)}
dove {\displaystyle {\dot {\mathbf {q} }}={\dot {\mathbf {q} }}(\mathbf {p} ,\mathbf {q} ,t)}. La formalizzazione di un problema dinamico tramite il principio di minima azione (valido per sistemi olonomi e monogenici) è alla base della riformulazione della meccanica classica sviluppata dalla meccanica hamiltoniana e lagrangiana.
In particolare le equazioni di Hamilton:
{\displaystyle {\frac {\mathrm {d} \mathbf {p} }{\mathrm {d} t}}=-{\frac {\partial {\mathcal {H}}}{\partial \mathbf {q} }},\qquad {\frac {\mathrm {d} \mathbf {q} }{\mathrm {d} t}}=+{\frac {\partial {\mathcal {H}}}{\partial \mathbf {p} }},}
sono equivalenti alle equazioni del moto di Eulero-Lagrange, a loro volta equivalenti alle equazioni di Newton.
Il principio di conservazione dell'energia viene poi espresso, in tale contesto, dicendo che {\displaystyle {\mathcal {H}}} è un integrale primo delle equazioni di Hamilton, oppure con il fatto che la lagrangiana non dipende esplicitamente dal tempo:
{\displaystyle {\frac {d{\mathcal {H}}}{dt}}=-{\frac {\partial {\mathcal {L}}}{\partial t}}=0.}
Più in generale, per il teorema di Noether ad ogni simmetria della lagrangiana, ovvero ad ogni trasformazione infinitesima continua delle coordinate {\displaystyle ({\dot {\mathbf {q} }},\mathbf {q} ,t)} che lascia inalterata {\displaystyle {\mathcal {L}}({\dot {\mathbf {q} }},\mathbf {q} ,t)}, corrisponde una quantità conservata.

### Esempio
In meccanica classica un esempio elementare di sistema dinamico è fornito da un punto che si muove nello spazio. Il punto viene completamente caratterizzato dalla sua posizione {\displaystyle r(t)} (un vettore dipendente da {\displaystyle t\in \mathbb {R} }) e dalla sua velocità {\displaystyle v(t)={\dot {r}}(t)=dr/dt}. Lo stato di tale sistema è il vettore {\displaystyle (r(t),v(t))\in \mathbb {R} ^{n}}, dove {\displaystyle \mathbb {R} ^{n}} è lo spazio degli stati utilizzato e i suoi elementi rappresentano tutti i possibili stati che il sistema può assumere. Lo spazio degli stati viene anche detto spazio delle fasi. L'evoluzione temporale del punto è quindi data dalle due derivate:
{\displaystyle {\dot {r}}(t)=v(t),\quad {\ddot {r}}(t)={\dot {v}}(t)=a,}
dove {\displaystyle a} è l'accelerazione del punto (che dipende dalla somma delle forze a cui è soggetto). Definendo:
{\displaystyle x(t)=(r(t),v(t)),}
il moto del punto può essere scritto con l'equazione ordinaria autonoma:
{\displaystyle {\dot {x}}(t)=f(x(t)).}
Scegliendo un punto e una velocità iniziali {\displaystyle x_{0}=(r_{0},v_{0})}, ovvero ponendo {\displaystyle x(t=0)\equiv x_{0}}, si ottiene l'evoluzione del sistema a partire da {\displaystyle x_{0}} (problema di cauchy per l'equazione differenziale).
Tutti i sistemi dinamici a tempo continuo vengono scritti in modo analogo, eventualmente con {\displaystyle f} che dipende esplicitamente dal tempo:
{\displaystyle {\dot {x}}(t)=f(x(t),t)\qquad x\in \mathbb {R} ^{n},}
dove {\displaystyle f\colon \mathbb {R} ^{n}\times \mathbb {R} \to \mathbb {R} ^{n}} è una funzione almeno differenziabile. Tale sistema può essere ricondotto a quello autonomo ({\displaystyle f\colon \mathbb {R} ^{n}\to \mathbb {R} ^{n}}) con un cambio di variabili.
La soluzione {\displaystyle (x_{0},t)} al variare di {\displaystyle t} è la traiettoria (orbita) seguita dal sistema nello spazio delle fasi a partire da {\displaystyle x_{0}}. Nell'impostare formalmente lo studio di un sistema dinamico si fa in modo che la funzione {\displaystyle f} sia sufficientemente regolare da fornire una soluzione unica (teorema di esistenza e unicità), in accordo con il fatto che l'evoluzione del sistema a partire da un punto dato è unica.
In generale, un sistema dinamico {\displaystyle (T,M,\Phi )} è definito da un gruppo (o un semigruppo) {\displaystyle T}, che è l'insieme dei valori del parametro tempo {\displaystyle t}, e un insieme {\displaystyle M}, detto lo spazio delle fasi o spazio degli stati. La funzione di evoluzione temporale (flusso) {\displaystyle \Phi \colon U\subset T\times M\to M} determina l'azione di {\displaystyle T} su {\displaystyle M}. Nella teoria ergodica {\displaystyle M} è uno spazio misurabile con misura di probabilità {\displaystyle \mu } e {\displaystyle \Phi } è una funzione misurabile che preserva {\displaystyle \mu }, mentre nella cosiddetta topologia dinamica {\displaystyle M} è uno spazio topologico completo e {\displaystyle \Phi } è una funzione continua (spesso anche invertibile).
Esempi tipici di sistemi dinamici continui sono:
- il sistema preda-predatore di Volterra-Lotka per la dinamica delle popolazioni;
- il sistema di Lorenz per l'evoluzione delle condizioni meteorologiche.

Esempi di sistemi dinamici discreti sono:
- la mappa logistica;
- la mappa di Hénon;
- la mappa standard.

## Classificazione

### Sistemi continui
Data una varietà {\displaystyle S}, sia {\displaystyle v\colon S\to S} un campo vettoriale differenziabile, cioè che associa ad ogni punto {\displaystyle z\in S} un vettore le cui coordinate sono legate alle coordinate di {\displaystyle z} (definite in un suo intorno rispetto a qualche base) tramite una funzione differenziabile. Un sistema dinamico è definito dall'equazione autonoma (l'equazione del moto per sistemi meccanici):
{\displaystyle v(z)={\frac {dz}{dt}}.}
Trattandosi di un'equazione differenziale ordinaria, il relativo teorema di esistenza e unicità della soluzione stabilisce che preso un punto iniziale {\displaystyle z_{0}} esiste un intervallo {\displaystyle -a\leq t\leq b}, con {\displaystyle a,b>0}, in cui il sistema dinamico ha una soluzione unica {\displaystyle z(t)=\phi _{t}(z_{0})}.
Se la soluzione (traiettoria) esiste per tutti i tempi e per qualsiasi scelta del punto iniziale {\displaystyle z_{0}} si ha che il tempo può scorrere nel verso contrario, ovvero è possibile predire il passato conoscendo uno stato del sistema nel futuro. In particolare, si verifica che {\displaystyle \phi _{t}^{-1}=\phi _{-t}} e l'insieme delle {\displaystyle \phi _{t}} forma un gruppo continuo ad un parametro di diffeomorfismi su {\displaystyle S}.
La struttura matematica che viene assegnata allo spazio delle fasi {\displaystyle M} dipende comunque dal contesto; solitamente è uno spazio topologico, in cui ha senso parlare di continuità nell'evoluzione temporale dello stato. Uno spazio topologico in cui è possibile l'utilizzo di strumenti metrici e differenziali è ad esempio la varietà differenziabile, una delle strutture più utilizzate in quanto risulta particolarmente adatta per modellare i sistemi fisici. Per i sistemi nei quali allo stato viene associata una nozione di misura, ad esempio una probabilità, si utilizza uno spazio misurabile. Si richiede inoltre che il flusso {\displaystyle \Phi } sia compatibile con la struttura di {\displaystyle M}: nel caso in cui {\displaystyle M} sia rispettivamente uno spazio topologico, uno spazio misurabile, una varietà differenziabile o una varietà complessa, {\displaystyle \Phi } è un omeomorfismo, una funzione misurabile, un diffeomorfismo o una funzione olomorfa.

### Sistemi discreti
I sistemi dinamici discreti sono definiti da un'iterazione del tipo:
{\displaystyle X_{n+1}=f(X_{n}),\qquad n\geq 0,}
di una funzione {\displaystyle f\colon S\to S}, con {\displaystyle S\subset \mathbb {R} ^{n}}. Può essere vista come un'equazione alle differenze:
{\displaystyle X_{n+1}-X_{n}=f(X_{n})-X_{n},\qquad n\geq 0,}
che definendo {\displaystyle F(X_{n})=f(X_{n})-X_{n}} assume la stessa forma dell'equazione differenziale ordinaria del caso continuo.
Le orbite di un sistema discreto sono una successione di stati {\displaystyle \{X_{n}\}_{n=1}^{\infty }}. Il gruppo di trasformazioni è quindi dato dall'insieme:
{\displaystyle G=\{\mathrm {Id} ,f,f^{2},f^{3},\dots f^{n},\dots \}.}
dove l'espressione {\displaystyle f^{k}} indica la composizione di funzioni {\displaystyle f\circ \dots \circ f} di {\displaystyle f} con sé stessa iterata {\displaystyle k} volte.

### Classificazione in base a ingressi e uscite
In ambito ingegneristico i sistemi dinamici vengono classificati in base al numero di variabili d'ingresso e d'uscita, si hanno infatti:
- sistemi a singolo ingresso e singola uscita (SISO, dall'inglese single input-single output);
- sistemi a ingresso multiplo e uscita multipla (MIMO, dall'inglese multiple input-multiple output);

e meno frequentemente:
- sistemi a singolo ingresso e uscita multipla (SIMO, dall'inglese single input-multiple output);
- sistemi a ingresso multiplo e singola uscita (MISO, dall'inglese multiple input-single output).

### Sistemi lineari
.

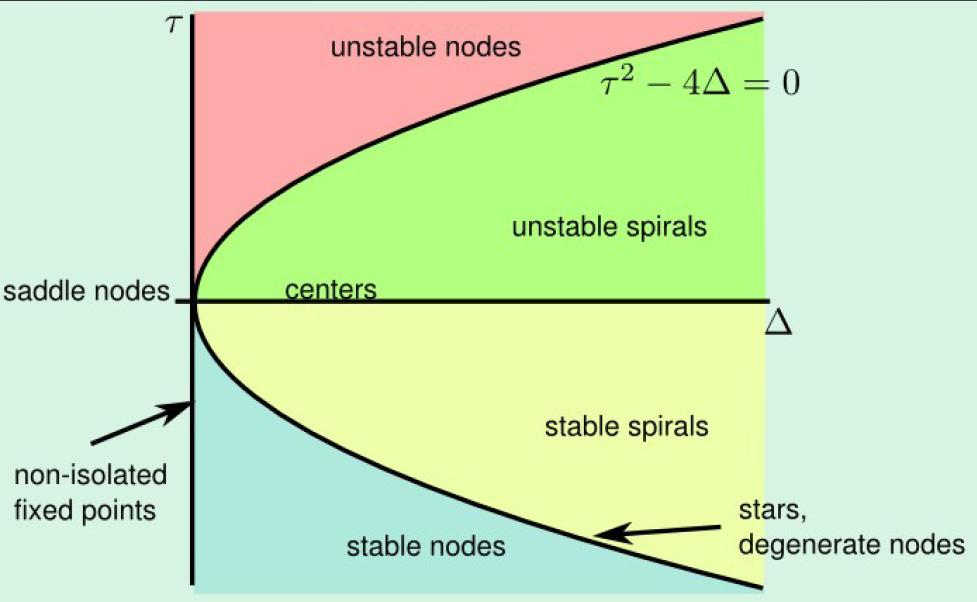
Una tecnica utilizzata per studiare un problema non lineare nelle vicinanze di un punto di equilibrio è quella di approssimarlo ad un sistema lineare in un intorno del punto di equilibrio tramite la matrice jacobiana di. A seconda del comportamento del sistema (a seconda del determinante di) l'equilibrio è classificato come stabile, asintoticamente stabile

Una classe molto importante di sistemi dinamici è quella dei sistemi lineari, in cui il legame tra variabili di ingresso e l'uscita è lineare. Sono utilizzati ad esempio nella teoria dei segnali o nella teoria dei circuiti, e spesso sono analizzati in frequenza tramite l'utilizzo di trasformate integrali, come la trasformata di Fourier o la trasformata di Laplace.
Un sistema lineare di {\displaystyle n} stati {\displaystyle \mathbf {x} \in \mathbb {R} ^{n}}, {\displaystyle m} input {\displaystyle \mathbf {u} \in \mathbb {R} ^{m}} e {\displaystyle q} uscite {\displaystyle \mathbf {y} \in \mathbb {R} ^{q}} viene descritto da un'equazione del tipo:
{\displaystyle {\dot {\mathbf {x} }}(t)=A(t)\mathbf {x} (t)+B(t)\mathbf {u} (t),}
{\displaystyle \mathbf {y} (t)=C(t)\mathbf {x} (t)+D(t)\mathbf {u} (t),}
dove {\displaystyle A\in \mathbb {R} ^{n\times n}}, {\displaystyle B\in \mathbb {R} ^{n\times m}}, {\displaystyle C\in \mathbb {R} ^{q\times n}} e {\displaystyle D\in \mathbb {R} ^{q\times m}} sono matrici (che nel caso stazionario non dipendono dal tempo).

#### Sistemi lineari e stazionari
Un sistema dinamico lineare e stazionario è anche detto lineare tempo-invariante, abbreviato spesso con la sigla LTI (dall'inglese Linear Time-Invariant). Nel caso di un sistema continuo, è caratterizzato dal fatto che l'uscita {\displaystyle y(t)} per un segnale in ingresso {\displaystyle x(t)} è descritta dalla convoluzione:
{\displaystyle y(t)=x(t)*h(t)=\int _{-\infty }^{\infty }x(t-\tau )\cdot h(\tau )\,\operatorname {d} \tau =\int _{-\infty }^{\infty }x(\tau )\cdot h(t-\tau )\,\operatorname {d} \tau }
dove {\displaystyle h(t)} è la risposta impulsiva, ovvero la risposta del sistema quando l'ingresso {\displaystyle x(t)} è una funzione a delta di Dirac. Se la funzione {\displaystyle h(\tau )} è nulla quando {\displaystyle \tau <0} allora {\displaystyle y(t)} dipende soltanto dai valori assunti da {\displaystyle x} precedentemente al tempo {\displaystyle t}, e il sistema è detto causale.
Un sistema a tempo discreto trasforma la successione in ingresso {\displaystyle \{x\}} in un'altra successione {\displaystyle \{y\}}, data dalla convoluzione discreta con la risposta {\displaystyle h} alla delta di Kronecker:
{\displaystyle y[n]=\sum _{k=-\infty }^{\infty }x[k]\cdot h[n-k]=\sum _{k=-\infty }^{\infty }x[n-k]\cdot h[k].}
Gli elementi di {\displaystyle \{y\}} possono dipendere da ogni elemento di {\displaystyle \{x\}}. Solitamente {\displaystyle y[n]} dipende maggiormente dagli elementi in prossimità del tempo {\displaystyle n}.
I sistemi lineari stazionari sono spesso descritti nel dominio della frequenza (risposta in frequenza) attraverso la funzione di trasferimento, definita come la trasformata di Laplace della risposta all'impulso a delta.

#### Sistemi strettamente propri
Un'ulteriore classificazione per i sistemi lineari li divide in strettamente propri (o puramente dinamici) quando l'uscita dipende esclusivamente dagli stati del sistema, e in tal caso nella rappresentazione matriciale ciò corrisponde a una matrice {\displaystyle D(t)} nulla, mentre si parla di sistema proprio in tutti gli altri casi. Un caso particolare di sistema proprio si ha quando è la matrice {\displaystyle C(t)} ad azzerarsi, in tal caso il sistema è detto non dinamico e non è necessario ricorrere a variabili di stato per rappresentarlo, poiché il legame fra ingresso e uscita è istantaneo. È possibile dimostrare che un sistema puramente dinamico ha funzione di trasferimento con grado del numeratore minore a quello del denominatore mentre un sistema non dinamico ha, ovviamente, funzione di trasferimento con grado zero.

### Sistemi non lineari
In matematica un sistema non lineare (talvolta nonlineare) è un sistema di equazioni in cui almeno una di esse è non lineare, cioè non esprimibile come combinazione lineare delle incognite presenti e di una costante. Ad esempio potrebbe contenere equazioni algebriche con almeno un termine di grado maggiore di uno, o più in generale dei termini non polinomiali (irrazionali o trascendenti). In pratica, ogni sistema di equazioni che non sia lineare è detto non lineare.

### Sistemi complessi
In fisica moderna un sistema complesso è un sistema dinamico a multicomponenti ossia composto da diversi sottosistemi che tipicamente interagiscono tra loro. Tali sistemi vengono studiati tipicamente attraverso apposite metodologie di indagine di tipo "olistico" ossia come computazione "in toto" ("il tutto è maggiore della somma delle singole parti") dei comportamenti dei singoli sottosistemi assieme alle loro reciproche interazioni (eventualmente non-lineari), descrivibili analiticamente tramite modelli matematici, anziché in maniera "riduzionistica" (cioè scomponendo e analizzando il sistema nei suoi componenti).

## Analisi
L'analisi dei sistemi dinamici è lo studio del comportamento dei sistemi medesimi. Dal momento che la definizione di sistema dinamico è molto generale, sono diverse le discipline che propongono un modello matematico di sistema dinamico in riferimento a contesti particolari.
Ad esempio, in meccanica classica le equazioni del moto di Newton sono state riformulate dalla meccanica lagrangiana e dalla meccanica hamiltoniana, mentre in ingegneria i sistemi dinamici - che possono essere ad esempio circuiti - hanno una uscita (output) e un ingresso (input). Nel caso gli ingressi siano sottoposti ad un segnale aggiuntivo di controllo, si entra nell'ambito dell'analisi dei sistemi di controllo.
In tutti i casi, l'analisi dei sistemi dinamici viene effettuata impostando un sistema di una o più equazioni differenziali per le quali si specificano dei dati iniziali.

### Rappresentazione nel dominio del tempo e della frequenza

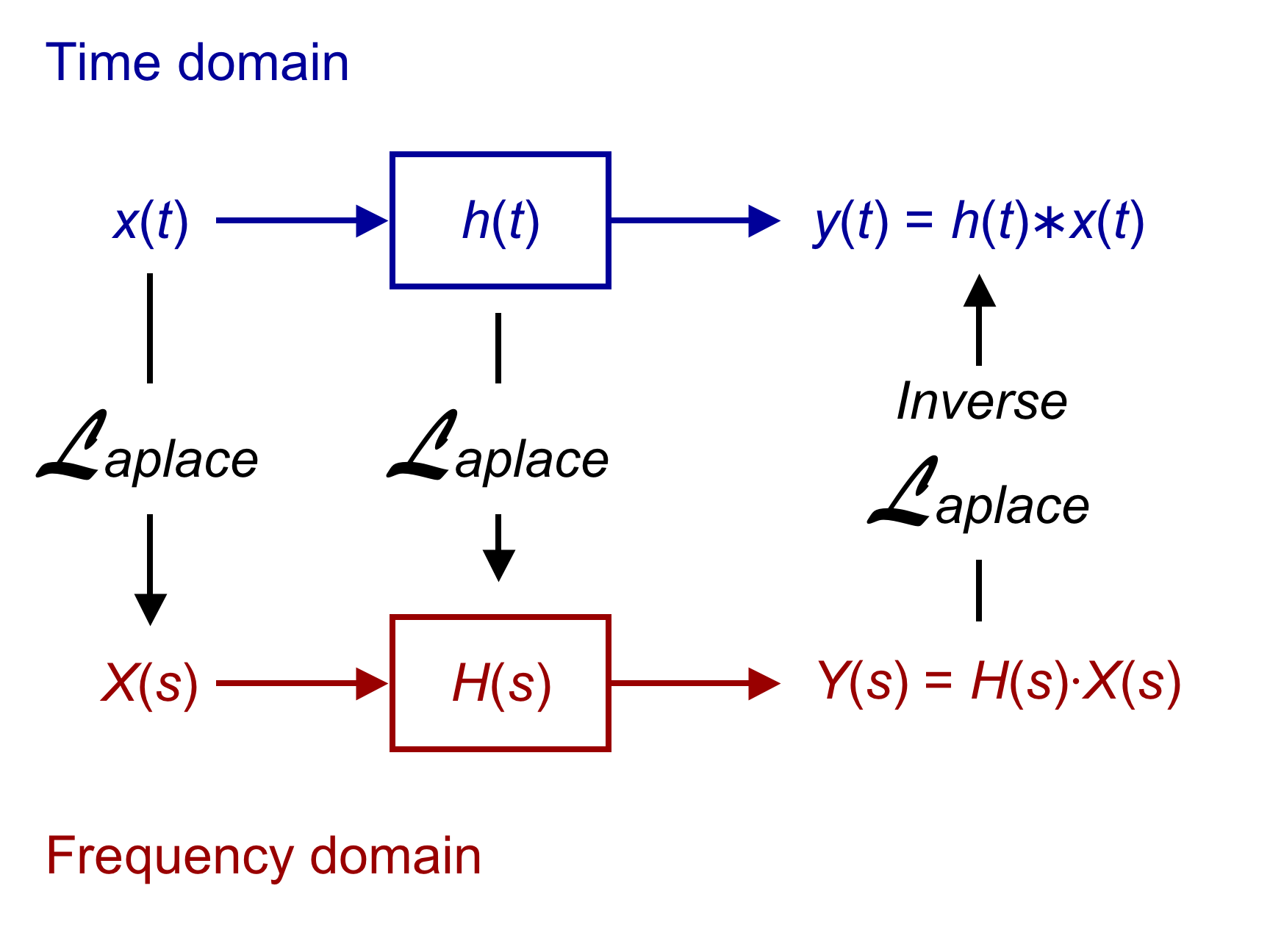
Descrizione di un sistema LTI nel dominio del tempo (in blu) e nel dominio delle frequenze (la trasformata di Laplace è mostrata in rosso).

In matematica, ingegneria, fisica, statistica, e altri ambiti delle scienze, l'analisi nel dominio della frequenza di una funzione del tempo (o segnale) ne indica la descrizione in termini dell'insieme (spettro) delle sue frequenze. Ad esempio, è una pratica diffusa nell'ambito delle tecnologie audiovisive e nelle telecomunicazioni valutare quanto un segnale elettrico o elettromagnetico sia compreso in bande di frequenze di particolare interesse.

### Rappresentazione nello spazio di stato

Descrizione nello spazio delle fasi del moto caotico di un pendolo sotto l'influenza di una forza esterna.

In fisica matematica, in particolare in meccanica razionale e nella teoria dei sistemi dinamici, una 'rappresentazione in spazio di stato, nota anche come rappresentazione in spazio di fase, è una descrizione di un sistema dinamico in cui si fa particolare riferimento alle variabili di stato del sistema, le quali formano uno spazio vettoriale in cui esso viene rappresentato. La dimensione del suddetto spazio vettoriale è pari al doppio del numero di gradi di libertà del sistema; viceversa, uno spazio vettoriale che abbia dimensione pari al numero di gradi di libertà riuscirà a tener conto soltanto dello stato del sistema in un singolo istante.

### Rappresentazione grafica

#### Traiettorie di stato
Supponendo di perturbare un sistema e osservando la traiettoria di una grandezza di interesse, si verificano casi di particolare interesse quando l'evoluzione tenderà a stabilizzarsi in una posizione di equilibrio, ossia un punto fisso dell'evoluzione del sistema.
Gli equilibri di un sistema cambiano al variare di ingressi e disturbi (supposti costanti), ad esempio modificando la tensione ai capi di un motore varia la velocità raggiunta a regime. Lo studio degli equilibri di un sistema dinamico è di estremo interesse, tipicamente i problemi di controllo possono essere interpretati come una modifica del punto di equilibrio di un dato sistema. Un esempio semplice è dato dall'equilibrio termico di un appartamento, la cui temperatura interna è l'equilibrio imposto dalle condizioni ambientali ed interne. L'utilizzo di un condizionatore d'aria (sistema di controllo) modificando la temperatura interna alla stanza non fa altro che modificare il punto di equilibrio del sistema.

#### Modello a scatole

Modello black box

Nell'ingegneria dei sistemi un sistema può essere modellizzato graficamente tramite una scomposizione in un insieme di sottosistemi collegati tra loro in vario modo (serie, parallelo, retroazione, ecc.), ciascuno dei quali è identificato da uno scatolotto il cui funzionamento o comportamento è descritto da una funzione di sottoprocesso che esso svolge all'interno del sistema generale. Lo schema risultante si darà schema a blocchi del sistema (si veda Modello black-box, Modello white-box e Modello grey-box).
L'analisi di tali sistemi può essere fatta tramite l'ottenimento della cosiddetta funzione di trasferimento ovvero il rapporto tra la trasformata di laplace dell'ingresso e la trasformata dell'uscita ossia tramite la cosiddetta risposta impulsiva, antitrasformata della funzione di trasferimento ossia risposta da un impulso semplice dove l'uscita viene computata nel dominio del tempo dalla convoluzione di tale risposta impulsiva con l'ingresso desiderato ossia con il prodotto della funzione di trasferimento per l'ingresso trasformato e poi il tutto antitrasformatato. Altro modo di rappresentazione analogo è il modello autoregressivo ingresso-stato-uscita a media mobile (ARMA).

### Stabilità e punti di equilibrio

Stabilità in un sistema dinamico in prossimità del punto di equilibrio : le soluzioni che partono dentro rimangono in per tutta l'evoluzione del sistema.

Si possono definire diversi tipi di stabilità per un sistema dinamico, ad esempio la stabilità esterna, anche detta stabilità BIBO (da Bounded Input, Bounded Output), ovvero la proprietà di avere un'uscita limitata se l'ingresso è limitato, oppure la stabilità interna, che si riferisce alla capacità di tornare in una configurazione di equilibrio dopo una perturbazione dello stato di equilibrio stesso. La stabilità esterna viene generalmente utilizzata per analizzare il comportamento di sistemi lineari stazionari (per i quali si valutano i poli della funzione di trasferimento), mentre la stabilità interna sfrutta la rappresentazione in spazio di stato del sistema ed è stata studiata in particolare da Aleksandr Michajlovič Ljapunov.
L'analisi della stabilità di un sistema meccanico è collegata con il fatto che il sistema, se lasciato libero di evolvere, tende spontaneamente a portarsi in una configurazione dove la sua energia potenziale è minima: tale configurazione che corrisponde ad uno stato di equilibrio stabile (si veda il teorema di Lagrange-Dirichlet).

#### Stabilità interna
In matematica, la stabilità interna o stabilità di Ljapunov di un sistema dinamico è un modo per caratterizzare la stabilità delle traiettorie compiute dal sistema nello spazio delle fasi in seguito ad una sua perturbazione in prossimità di un punto di equilibrio. Un punto di equilibrio è detto stabile (secondo Ljapunov) se ogni orbita del sistema che parte sufficientemente vicina al punto di equilibrio rimane nelle vicinanze del punto di equilibrio, ed è detto asintoticamente stabile se l'orbita converge al punto al crescere infinito del tempo.

#### Stabilità esterna
Un sistema è stabile esternamente (BIBO stabile) se ad un ingresso limitato corrisponde una uscita limitata. La limitatezza di una funzione scalare {\displaystyle f} è generalmente definita in tale contesto dal fatto che esiste un {\displaystyle M<\infty } tale che:
{\displaystyle \sup _{t\geq 0}|f(t)|<M.}
Nel caso di sistemi dinamici lineari, un sistema lineare è BIBO stabile se e solo se la risposta impulsiva {\displaystyle h(t)} è assolutamente integrabile, cioè esiste un {\displaystyle M'<\infty } tale che:
{\displaystyle \int _{-\infty }^{\infty }|h(\tau )|d\tau <M'.}

#### Stabilità strutturale
In matematica, la stabilità strutturale è una proprietà fondamentale dei sistemi dinamici descrivibile qualitativamente come l'inalterabilità delle traiettorie a seguito di piccole perturbazioni di classe {\displaystyle C^{1}}. Esempi di queste proprietà qualitative sono il numero di punti fissi e di orbite periodiche (ma non i loro periodi). A differenza della stabilità secondo Lyapunov, che considera perturbazioni nelle condizioni iniziali di un certo sistema, la stabilità strutturale riguarda le perturbazioni del sistema stesso. Le varianti di questa nozione si applicano ai sistemi di equazioni differenziali ordinarie, ai campi vettoriali su varietà regolari, i flussi da essi generati, e i diffeomorfismi.

### Controllabilità e osservabilità

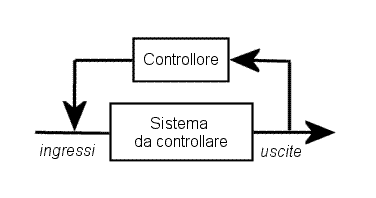
Esempio di controllo ad anello

I concetti di controllabilità e osservabilità di un sistema dinamico sono stati introdotti da Kalman nel 1960 e sono alla base della teoria del controllo. Informalmente, un sistema è controllabile se è possibile portarlo in qualsiasi configurazione finale agendo opportunamente sull'ingresso in un tempo finito; viceversa, è osservabile se dall'uscita è possibile risalire allo stato del sistema. Nei sistemi lineari controllabilità e osservabilità sono due proprietà duali.

#### Sistemi lineari
Dato un sistema dinamico lineare:
{\displaystyle {\dot {x}}=Ax+bu}
{\displaystyle y=c^{T}x}
dove {\displaystyle c^{T}} è un vettore costante, si consideri la matrice:
{\displaystyle T=[c^{T}\quad c^{T}A\quad c^{T}A^{2}\quad \dots \quad c^{T}A^{n-1}]^{T}.}
Il sistema è completamente osservabile se il rango di {\displaystyle T} è massimo.
Considerando invece la matrice:
{\displaystyle R={\begin{bmatrix}b&Ab&A^{2}b&\ldots &A^{n-1}b\end{bmatrix}},}
il sistema è completamente controllabile se la matrice ha rango massimo.
Definendo il sistema duale:
{\displaystyle {\dot {x}}=A^{T}x+cu}
{\displaystyle y=b^{T}x,}
si dimostra che il sistema di partenza è completamente osservabile se e solo se il sistema duale è completamente controllabile, ed è completamente controllabile se e solo se il sistema duale è completamente osservabile.

#### Sistemi non lineari
Dato un sistema dinamico definito su una varietà {\displaystyle M\in C^{\infty }} di dimensione {\displaystyle m}:
{\displaystyle {\dot {x}}=f(x,u),\qquad x\in M,}
{\displaystyle y=g(x),}
con {\displaystyle u\in \Omega \subset \mathbb {R} ^{l}} l'ingresso, {\displaystyle y\in \mathbb {R} ^{n}} l'uscita e {\displaystyle f,g\in C^{\infty }}, i problemi di controllabilità si traducono nel verificare se lo spazio delle fasi {\displaystyle M} è sufficientemente grande da contenere tutti gli stati possibili (altrimenti il sistema non è osservabile) o se, al contrario, contiene stati che il sistema non può raggiungere (il sistema non è controllabile).
Una descrizione matematica comunemente utilizzata considera l'algebra di Lie {\displaystyle F} di campi vettoriali sullo spazio delle fasi {\displaystyle M} generata dal campo vettoriale {\displaystyle f(\cdot ,u)}, con {\displaystyle u\in \Omega } un controllo costante: se la dimensione dell'algebra è costante esiste un'unica sotto-varietà {\displaystyle M'\subset M} tangente lo stato iniziale {\displaystyle x_{0}} contenente tutte le orbite raggiungibili dal sistema (andando avanti o all'indietro nel tempo) passanti per {\displaystyle x_{0}}. Se la dimensione di {\displaystyle F(x_{0})} è {\displaystyle m} allora {\displaystyle M=M'} e il sistema è in qualche modo controllabile; in caso contrario, se la dimensione è minore di {\displaystyle m} si considera solo l'insieme {\displaystyle M'} in cui il sistema è controllabile.

### Sistemi ergodici
La teoria ergodica (dal greco ἔργον érgon, lavoro, energia e ὁδός hodós «via, percorso»[1]) si occupa principalmente dello studio matematico del comportamento medio, a lungo termine, di sistemi dinamici.

### Teoria delle biforcazioni

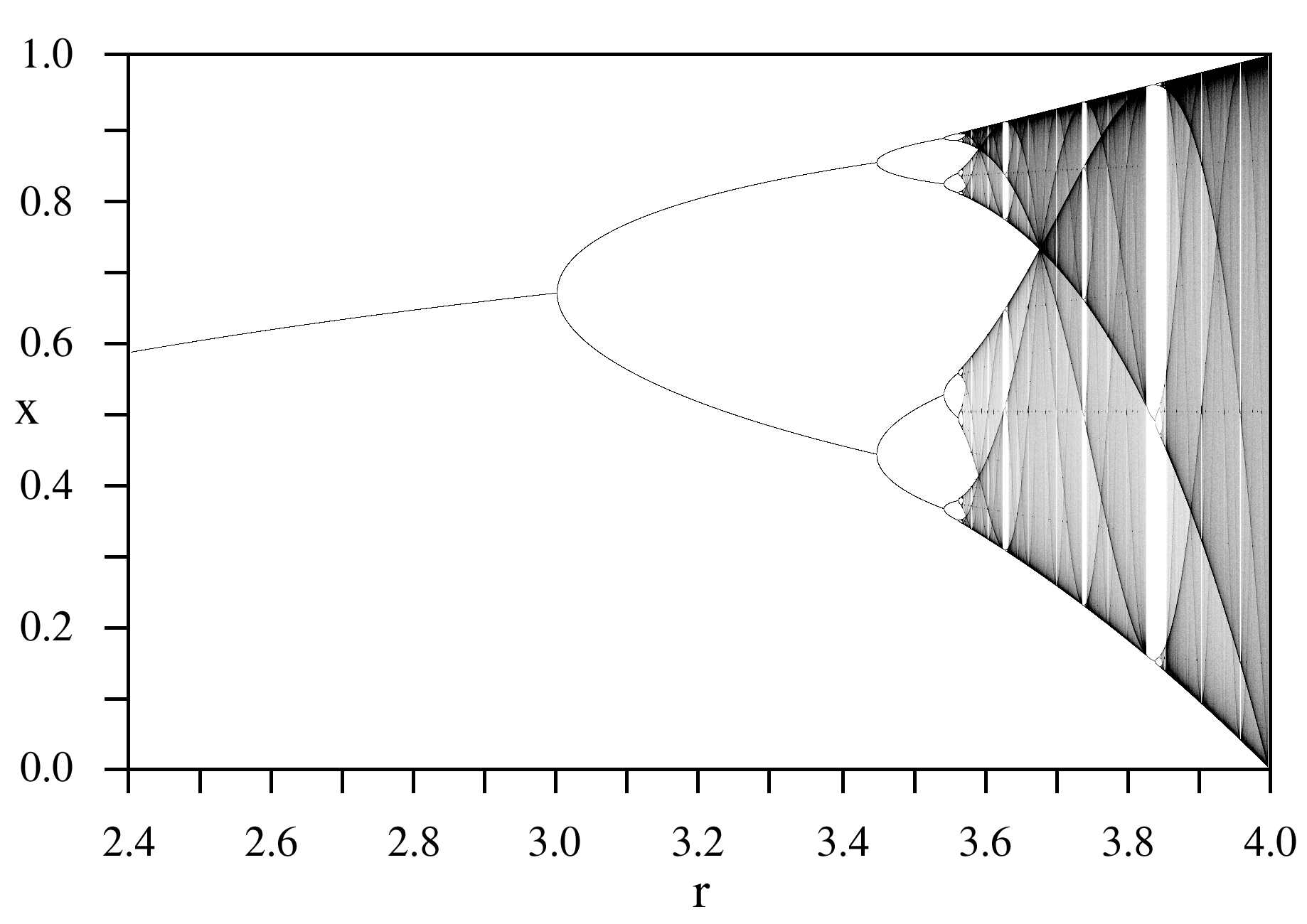
Biforcazioni nella mappa logistica

La teoria delle biforcazioni si occupa delle variazioni nella struttura delle orbite di un sistema dinamico al variare di un parametro del sistema, nel caso in cui tali variazioni non siano topologicamente equivalenti.

### Caos e attrattori
In matematica la teoria del caos è lo studio, attraverso modelli propri della fisica matematica, dei sistemi dinamici che esibiscono una sensibilità esponenziale rispetto alle condizioni iniziali.[1] I sistemi di questo tipo, pur governati da leggi deterministiche, sono in grado di esibire un'empirica casualità nell'evoluzione delle variabili dinamiche.[2] Questo comportamento casuale è solo apparente, dato che si manifesta nel momento in cui si confronta l'andamento temporale asintotico di due sistemi con configurazioni iniziali arbitrariamente simili tra loro.[1]

### Esempio
Per introdurre l'analisi di un sistema dinamico possiamo fare riferimento al modello costituito da un serbatoio d'acqua forato. In tale modello fissiamo le variabili e le costanti del sistema che si è creato. Abbiamo:
- la sezione del serbatoio {\displaystyle S} che rimane costante nel tempo;
- una costante generale {\displaystyle K} del liquido considerato che comprende diversi fattori costanti rispetto al tempo come la densità del liquido e la dimensione del foro;
- il livello di acqua nel serbatoio {\displaystyle x(t)} che definiamo come variabile di stato del sistema;
- la portata d'acqua entrante che definiamo ingresso del sistema {\displaystyle u(t);}
- la portata uscente dell'acqua che definiamo uscita del sistema {\displaystyle y(t)} che è proporzionale alla quantità di liquido sovrastante (ossia livello d'acqua per la sezione del serbatoio) e alla costante del sistema, infatti {\displaystyle y(t)=Kx(t).}

Sappiamo che, essendo un serbatoio un sistema dinamico, il suo stato al tempo {\displaystyle t} è definito sia dalla variabile di ingresso, sia dalla variabile di uscita, sia dallo stato precedente del sistema {\displaystyle x(t-\Delta t).}
Possiamo quindi definire la formula generale dei sistemi dinamici (del primo ordine: ossia quelli definiti da una sola variabile di uscita) per i quali:
{\displaystyle {\frac {\Delta x}{\Delta t}}=Ax(t)+Bu(t).}
Se si vuole sapere il livello d'acqua nel serbatoio all'istante {\displaystyle t} si può ragionare sulle variabili del sistema:
- si sa che {\displaystyle u(t)-Kx(t)} corrisponde alla quantità di liquido del serbatoio (quantità entrante meno quantità uscente);
- si sa che tale valore è uguale a {\displaystyle S{\frac {\Delta x}{\Delta t}}} (in quanto tale valore corrisponde anch'esso alla variazione di livello di liquido all'interno del serbatoio nell'unità di tempo), quindi

{\displaystyle u(t)-Kx(t)=S{\frac {\Delta x}{\Delta t}};}
- si ricava il rapporto {\displaystyle {\frac {\Delta x}{\Delta t}};}
- si ottiene {\displaystyle {\frac {\Delta x}{\Delta t}}=k{\frac {x(t)}{S}}+{\frac {u(t)}{S}}} che si ritrova perfettamente con la formula generale dei sistemi di primo ordine.

Se volessimo analizzare graficamente l'andamento dello stato del sistema potremmo, tramite foglio di calcolo, determinare l'avanzare del sistema in funzione di un intervallo di tempo {\displaystyle \Delta t} che viene scelto "empiricamente" tramite la formula {\displaystyle \Delta t={\frac {0,1}{|A|}}} ossia {\displaystyle 0,1} diviso il valore assoluto del coefficiente moltiplicante lo stato del sistema nella formula generale dei sistemi.
Graficamente otterrei un iniziale andamento esponenziale del sistema seguito da un equilibrio dello stato del sistema. Tendenza dei sistemi dinamici è infatti il raggiungimento di uno stato di equilibrio che si conservi nel tempo.